# Trance dance
|  | Denne artikel er oprettet af botten PalnaBot ud fra en ekstern database. Den kan derfor have sproglige fejl eller mangler. Denne skabelon kan fjernes efter kontrol af indholdet. |

Trance dance er en dokumentarfilm fra 1992 instrueret af Morten Skriver efter manuskript af Morten Skriver.

## Handling
Et personligt essay om en gammel rituel kultur stillet overfor det moderne turistmenneske. Filmen er optaget på den indonesiske ø Bali, hvor - med instruktørens ord - den særlige balinesiske hinduisme er "en af de mest vidunderligt sanselige og visuelt generøse kulturer, verden har kendt". Og hvor den internationale masseturisme har et af sine mest intensive og blomstrende vækstområder.